# Vieille cathédrale de Salamanque
La Vieille cathédrale de Salamanque (en espagnol : Catedral vieja de Salamanca) forme avec la Nouvelle cathédrale à laquelle elle est accolée, l'ensemble cathédral de la ville de Salamanque, siège épiscopal du diocèse. Dédiée à Santa María de la Sede, elle fut fondée au début du XIIe siècle par l'évêque Bérenger. Sa construction, en styles roman puis gothique, fut menée jusqu'au XIVe siècle.

## Histoire
L'existence du diocèse - et donc d'un groupe cathédral - à Salamanque est attestée dès 589, avec la participation de l'évêque Eleutère au IIIe concile de Tolède. Le diocèse dépendait alors du siège métropolitain de Mérida. À la suite de l'invasion de la péninsule ibérique par les Maures en 711, Salamanque, située dans la vallée du Duero, reste durant des siècles une simple bourgade, peu peuplée, en raison des incursions permanentes des omeyyades en territoire chrétien. La région, où demeurent quelques foyers d'habitation, est dépourvue de toute organisation ecclésiastique. Avec la bataille de Simancas, remportée par les troupes léonaises de Ramire II, ce dernier parvient à stabiliser la ligne du Duero et commence à organiser le repeuplement de la région. Ce n'est néanmoins qu'après la prise de Tolède par Alphonse VI en 1085 que la ville, désormais bien éloignée de la frontière entre chrétiens et musulmans, voit sa population augmenter de manière significative.

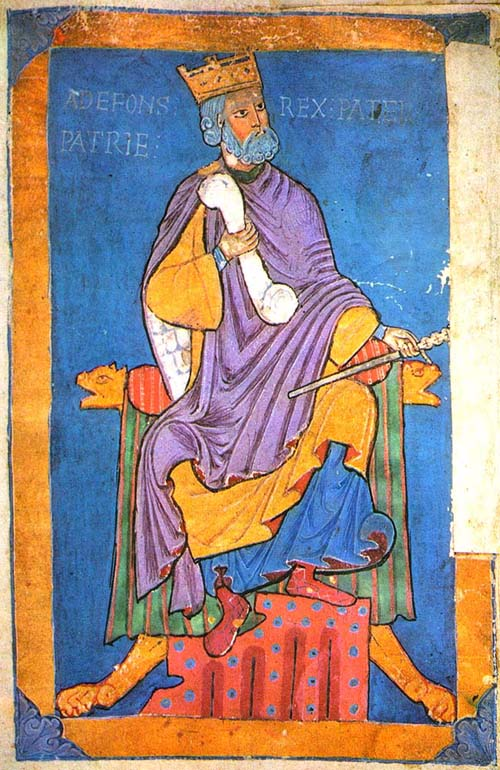
Alphonse VI
Sous son règne fut restauré le diocèse de Salamanque.

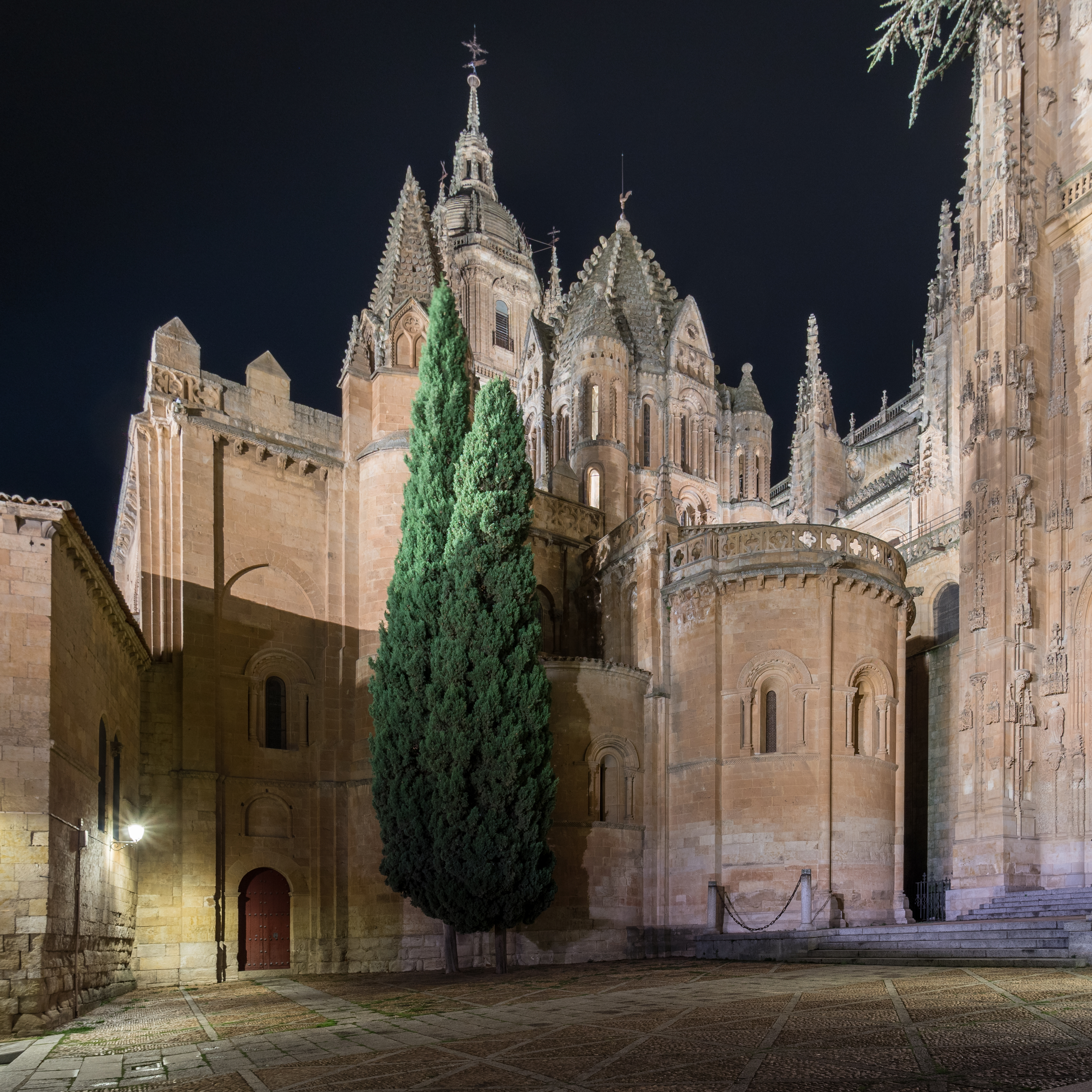
L'abside de nuit.

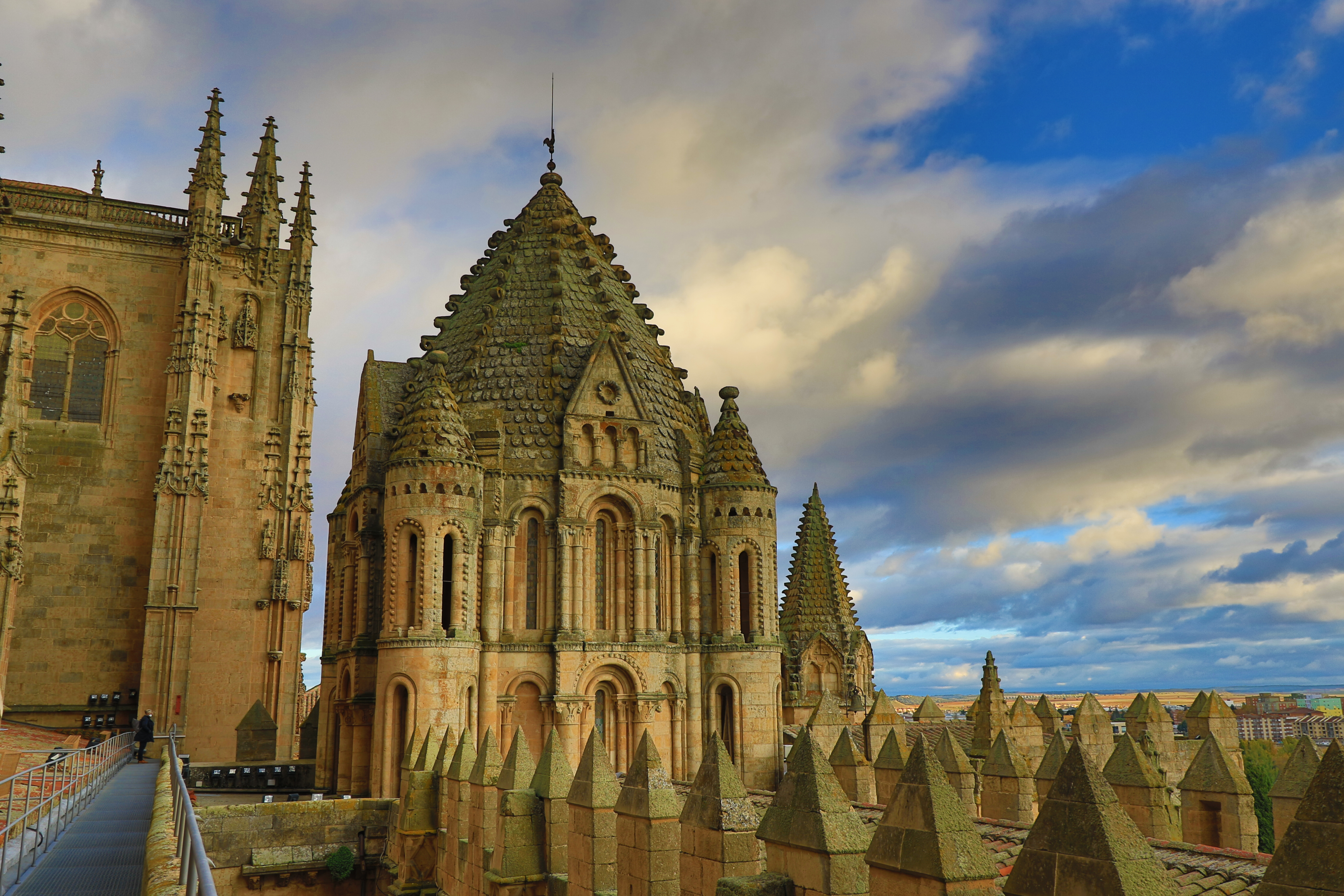
La tour-lanterne, communément connue sous le nom de tour du Coq (Torre del Gallo), car cet animal couronne la girouette de la tour.

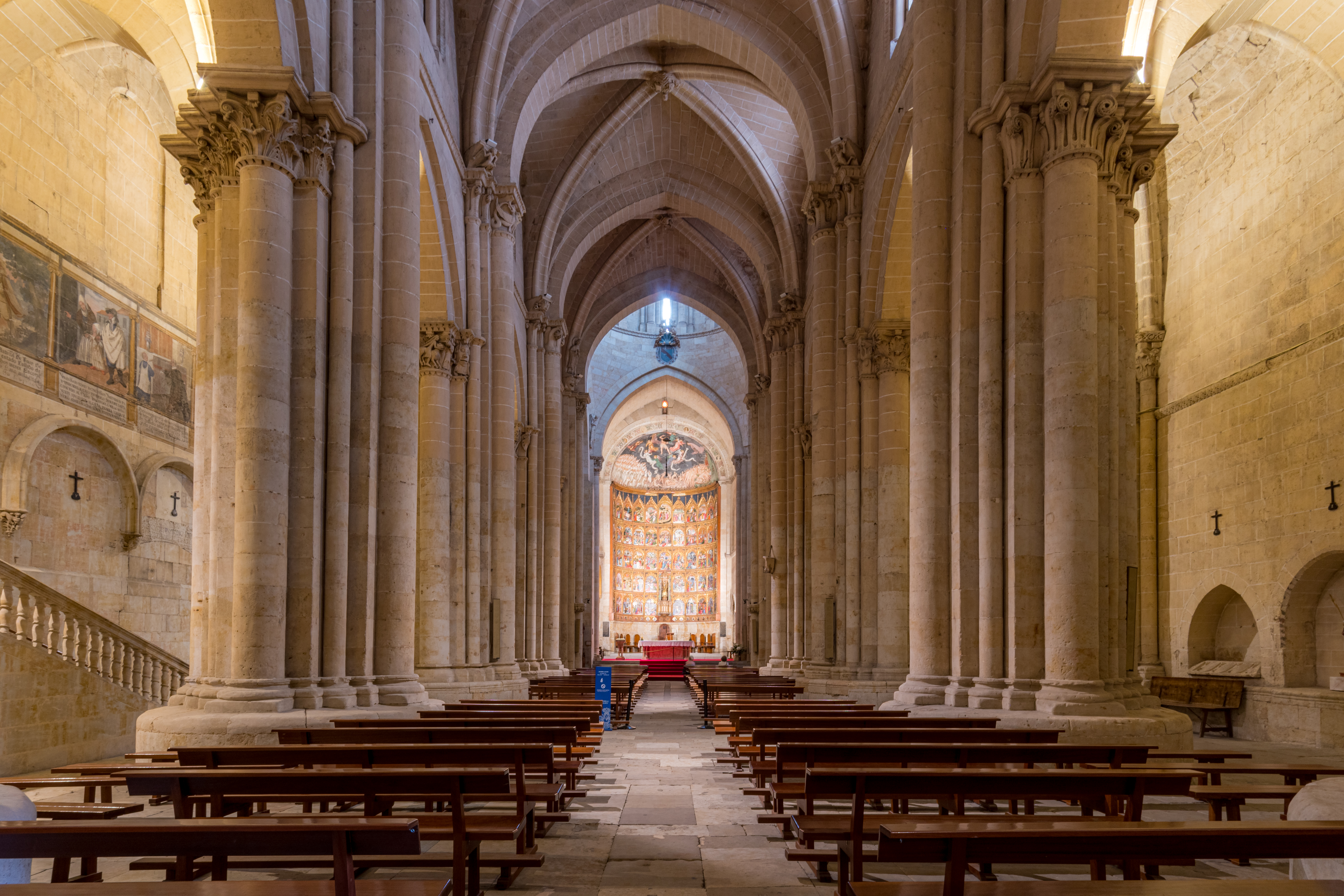
La nef, le maître-autel et le retable.

En 1102, Raymond de Bourgogne, sur ordre d'Alphonse VI, organise l'arrivée à Salamanque d'un certain nombre de candidats à l'installation, issus de communautés différentes (mozarabes, cantabres, castillans, juifs,..). Celles-ci s'établissent dans des quartiers distincts et fondent leurs paroisses. Cet apport nouveau signe le renouveau du diocèse de la ville, restauré par l'évêque Jérôme du Périgord dit Ieronimus, en 1102. L'évêque bénéficie pour cela du soutien de Raymond de Bourgogne et de sa femme Urraca, fille du roi Alphonse VI. L'absence de documentation contemporaine empêche néanmoins de connaître avec exactitude cette époque de renaissance ecclésiastique dans la ville. L'existence du chapitre n'est ainsi attestée qu'à partir de 1133. En 1124, le diocèse passe sous l'autorité de l'archevêque de Saint-Jacques-de-Compostelle et non plus de Mérida.
Durant les premières années du XIIe siècle, l'évêque dut probablement siéger dans un édifice d'origine wisigothique ou d'époque quelque peu postérieure. La décision de construire une nouvelle cathédrale digne d'un évêché devenu prospère, fut, semble-t-il, prise par le successeur de Jérôme, Bérenger, évêque de 1135 à 1151 et chancelier d'Alphonse VII.
On ignore beaucoup sur le déroulement des travaux. Seuls les noms de quelques maîtres d'œuvre ayant dirigé les travaux sont révélés par les archives de la cathédrale : Petrus Petriz, Pedro de la Obra, Sancius Petri, Iohanes Franco... On sait également que les travaux n'étaient pas achevés à la fin du XIIIe siècle, grâce à une bulle pontificale de Nicolas IV de 1289 accordant l'indulgence à toute personne collaborant économiquement à la construction. Toujours est-il que les travaux commencèrent par le chevet et se poursuivirent par le cloître à partir de 1162 et par le transept vers 1175. C'est à cette époque, en 1174, qu'est pour la première fois attestée l'existence d'une école cathédrale, germe de la future université, qui sera fondée en 1218.
Le gros œuvre dut être terminé entre 1230 et 1240. Les travaux continuèrent jusqu'au XIVe siècle, rythmés par les difficultés financières rencontrés par le maître d'ouvrage. En 1363, l'évêque Alfonso Barasaque rappela la nécessité de récolter les fonds nécessaires à la finalisation des travaux des tours, et fonde à cet effet une confrérie. Il a été possible, à travers l'étude du programme iconographique, de déterminer certains des ateliers de sculpteurs étant intervenus dans la décoration de la cathédrale. On retrouve ainsi la trace de maîtres castillans, influencés par les cathédrales d'Ávila et de Zamora et la collégiale de Toro. Avec l'avancée des travaux semblent s'incorporer des maîtres français ayant nettement marqué de leur empreinte dans les sculptures du transept, mais aussi une partie du voûtement. L'édifice actuel met en évidence la longueur des travaux, en laissant transparaître une transition entre l'architecture romane du projet initial et le style gothique.
Le XVIe siècle voit l'apogée de la ville de Salamanque, qui compte alors plus de 20 000 habitants. Son université accueille plusieurs milliers d'étudiants, attirés par la réputation de ses maîtres . En 1513 est décidée la construction d'une nouvelle cathédrale, avec le soutien de la couronne. Il fut un temps envisagé de détruire la cathédrale romano-gothique ; néanmoins, les délais excessivement longs d'érection du nouveau bâtiment couplés à la nécessité de conserver un lieu où célébrer les offices ont permis de conserver le monument. Le résultat architectural est la présence de deux cathédrales mitoyennes. L'ensemble a depuis lors fait l'objet de campagnes de réaménagement et de restauration.

## Protection
La cathédrale fait l’objet d’un classement en Espagne au titre de bien d'intérêt culturel (à l'époque Monumento Nacional) depuis le 17 juin 1887, en même temps que la Nouvelle cathédrale de Salamanque.
Elle figure, tout comme l'ensemble de la vieille ville, au patrimoine mondial de l'UNESCO, depuis  1988.

## Le retable principale

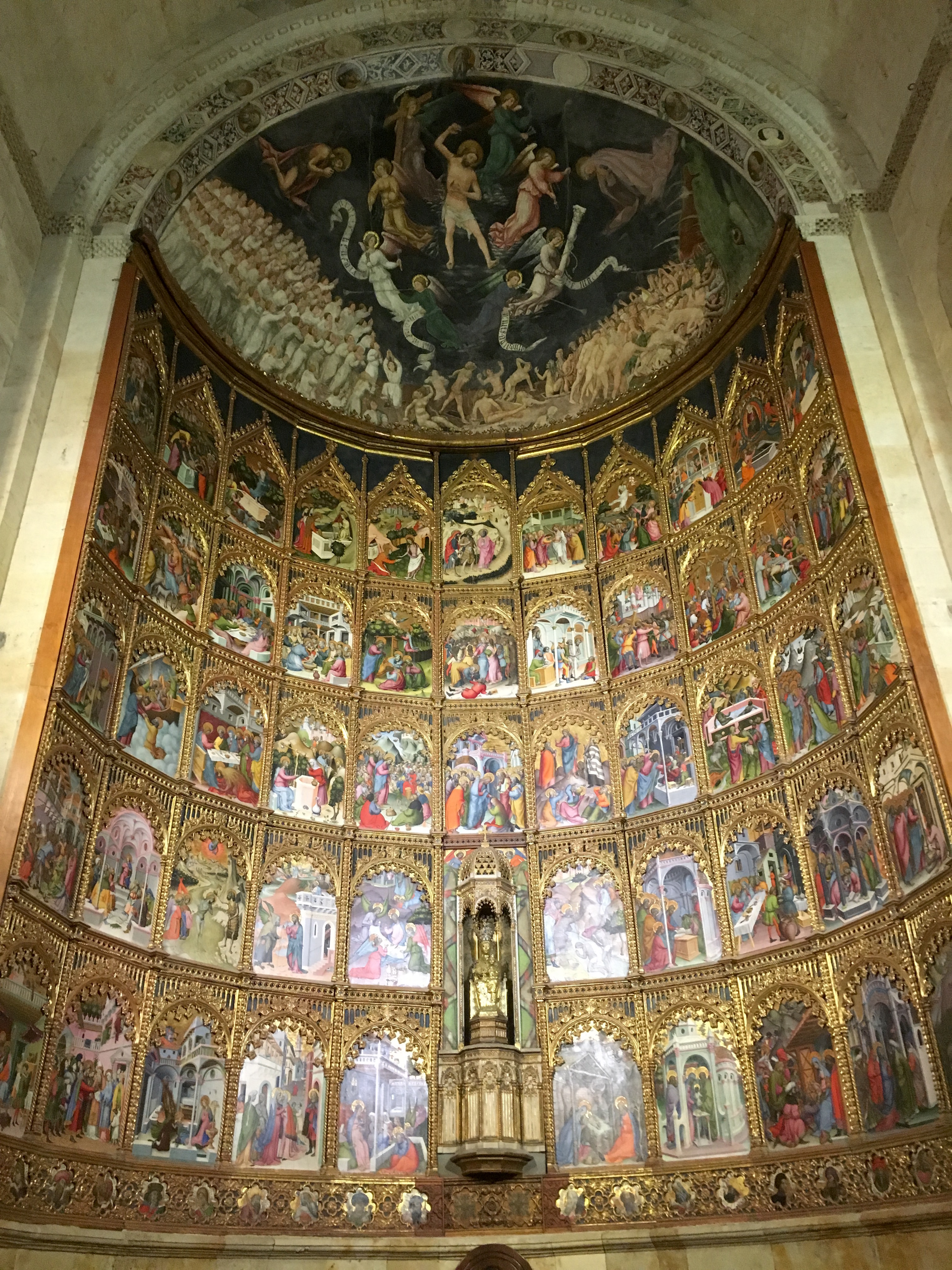
Le retable de l'abside.

L'œuvre, de 53 panneaux, a été réalisée entre 1430 et 1450 par les frères Delli, Dello, Sanson et Nicolò. C’est ce dernier qui a peint le Jugement dernier qui se trouve dans le cul-de-four de l'abside de la cathédrale. Le schéma iconographique de Jésus-Christ est le même que celui utilisé plus tard par Michel-Ange pour le Jugement dernier de la chapelle Sixtine. Le Christ apparaît entouré d'anges portant différents éléments de la Passion. À ses pieds se trouvent la Vierge Marie et Jean l'Évangéliste à genoux, attendant l'avancée de Jésus, qui semble marcher. À droite du Christ apparaissent les sauvés, vêtus de blanc, à sa gauche les damnés, nus et semblant marcher vers la gueule d'un monstre géant.

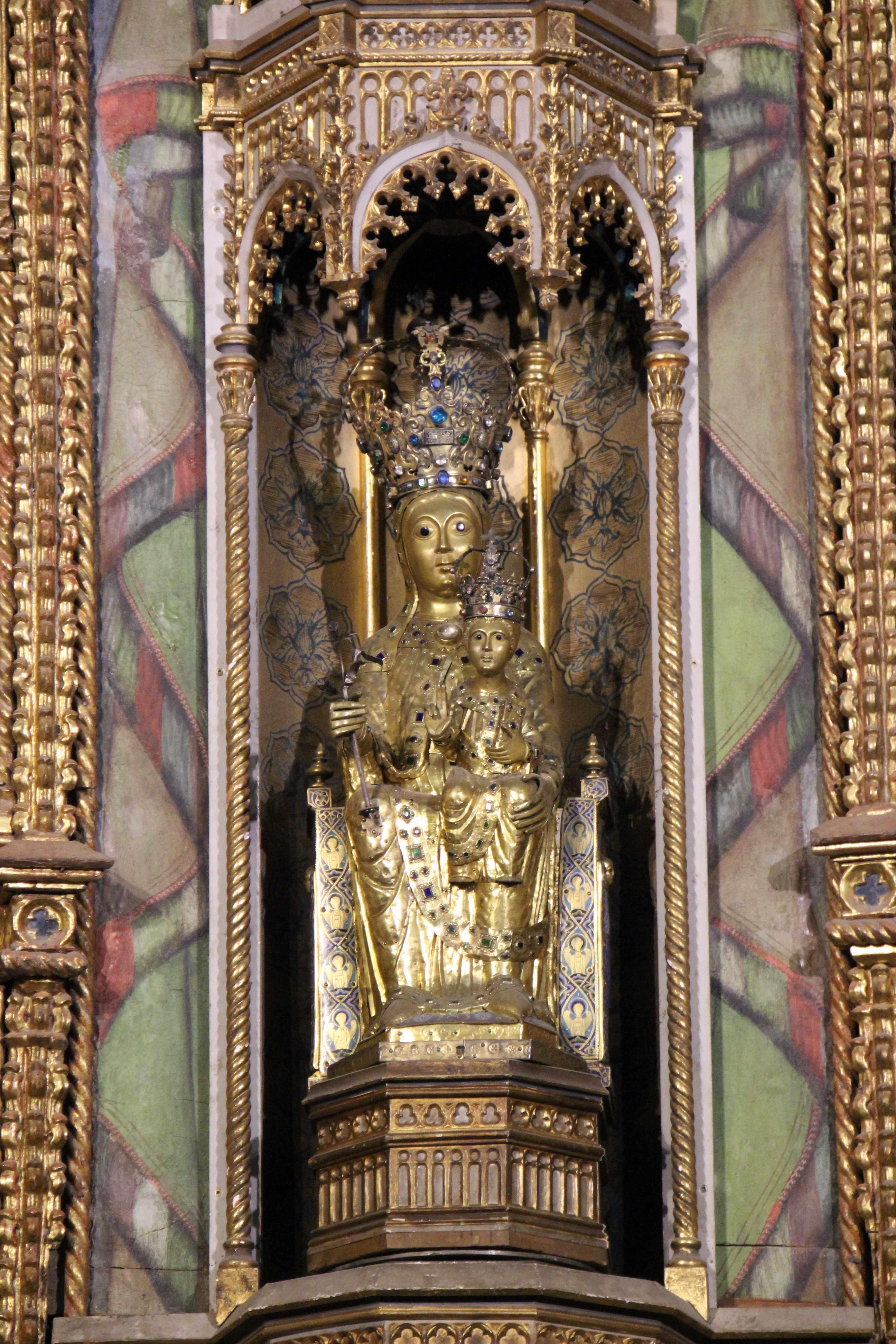
La Vierge de la Vega.

L’ensemble  du retable présente des scènes de la vie de la Vierge Marie et de celle de Jésus-Christ. L'influence de la peinture italienne, en particulier l'école siennoise et florentine, mélangée aux détails typiques de la peinture flamande, se rejoignent ici d’une heureuse façon.
Le retable est présidé par une statue connue sous le nom de Vierge de la Vega (es), patronne de la ville. Elle est en bois, recouverte de bronze doré incrusté d'émail et de pierres précieuses. Elle vient du disparu monastère de Santa María de la Vega (es), des chanoines réguliers de saint Augustin, situé dans la vallée fertile de la rivière Tormes. Datée du XIIe siècle, la statue reproduit le modèle byzantin de l'Hodégétria, tenant sur son genoux gauche l'Enfant, mais au lieu de le montrer au spectateur de sa main droite, elle porte un lys d'argent, symbole de pureté et emblème du chapitre cathédral, tandis que L'Enfant tient dans la main un livre qui symbolise la sagesse.